# Berniq Airways
Berniq Air, también españolizado Bernik Air, es una aerolínea lowcost libia con sede en el Aeropuerto Internacional de Benina en Bengasi. El 15 de diciembre de 2018, el Banco Africano de Desarrollo anunció el establecimiento de una aerolínea bajo el nombre de “Berniq”, con una participación del 40% en su capital, que asciende a 200 millones de dinares libios (37,8 millones de euros).
La compañía emprendió su primer vuelo doméstico desde el Aeropuerto Internacional de Benina hacia la capital, Trípoli, el 4 de marzo de 2021. El 30 de agosto de 2021, la empresa recibió su segundo Airbus A320.
La empresa fija sus precios en tres categorías (adultos, niños y bebés); ofrece vuelos desde Trípoli a Bengasi a un precio precio de 185 dinares libios, unos 35€, (sólo ida) y 153 dinares libios, unos 29€, para niños menores de 12 años (sólo ida).

## Destinos
La empresa ofrece nueve destinos domésticos e internacionales:
| Países                 | Destinos   | Aeropuertos                                  | Desde                                                                          |
| ---------------------- | ---------- | -------------------------------------------- | ------------------------------------------------------------------------------ |
| Arabia Saudita         | Yeda       | Aeropuerto Internacional Rey Abdulaziz       | Bengasi y Trípoli                                                              |
| Egipto                 | Alejandría | Aeropuerto de Borg El Arab                   | Bengasi y Misurata                                                             |
| Egipto                 | El Cairo   | Aeropuerto Internacional de El Cairo         | Bengasi y Trípoli                                                              |
| Emiratos Árabes Unidos | Dubái      | Aeropuerto Internacional de Dubái-Al Maktoum | Bengasi                                                                        |
| Libia                  | Al Baida   | Aeropuerto Internacional Al Abraq            | Bengasi y Trípoli                                                              |
| Libia                  | Bengasi    | Aeropuerto Internacional de Benina           | Alejandría, El Cairo, Dubái, Estambul, Jartum, Misurata, Trípoli, Túnez y Yeda |
| Libia                  | Misurata   | Aeropuerto Internacional de Misurata         | Alejandría y Bengasi                                                           |
| Libia                  | Trípoli    | Aeropuerto Internacional Mitiga              | Bengasi, El Cairo, Estambul y Yeda                                             |
| Sudán                  | Jartum     | Aeropuerto Internacional de Jartum           | Bengasi                                                                        |
| Túnez                  | Túnez      | Aeropuerto Internacional de Túnez-Cartago    | Bengasi                                                                        |
| Turquía                | Estambul   | Aeropuerto de Estambul                       | Bengasi y Trípoli                                                              |

## Flota
La flota de Berniq Airways se compone de los siguientes Airbus A320-200:
| Aeronaves       | En servicio | Pedidos | Pasajeros                                         | Pasajeros                                         | Pasajeros                                         | Matrículas                                        | Antigüedad                                        |                |
| Aeronaves       | En servicio | Pedidos | C                                                 | Y                                                 | Total                                             | Matrículas                                        | Antigüedad                                        |                |
| --------------- | ----------- | ------- | ------------------------------------------------- | ------------------------------------------------- | ------------------------------------------------- | ------------------------------------------------- | ------------------------------------------------- | -------------- |
| Airbus A320-200 | 6           | —       | 0                                                 | 186                                               | 186                                               | 5A-BRC                                            | 12,8 años                                         |                |
| Airbus A320-200 | 6           | —       | 12                                                | 120                                               | 142                                               | 5A-BRE                                            | 12,7 años                                         |                |
| Airbus A320-200 | 6           | —       | 0                                                 | 186                                               | 186                                               | 5A-BRB                                            | 12,5 años                                         |                |
| Airbus A320-200 | 6           | —       | 0                                                 | 186                                               | 186                                               | 5A-BRD                                            | 12,4 años                                         |                |
| Airbus A320-200 | 6           | —       | 14                                                | 96                                                | 110                                               | 5A-BRA                                            | 11,5 años                                         |                |
| Airbus A320-200 | 6           | —       | 14                                                | 96                                                | 112                                               | 5A-BRF                                            | 12,5 años                                         |                |
| Airbus A320neo  | —           | 6       | Por anunciares                                    | Por anunciares                                    | Por anunciares                                    | Por anunciares                                    | Por anunciares                                    | Por anunciares |
| Total           | 6           | 6       | Edad media de la flota (abril de 2023): 12,4 años | Edad media de la flota (abril de 2023): 12,4 años | Edad media de la flota (abril de 2023): 12,4 años | Edad media de la flota (abril de 2023): 12,4 años | Edad media de la flota (abril de 2023): 12,4 años |                |

## Accidentes e incidentes
- El 9 de noviembre de 2022: un Airbus A320-200 (5A-BRA) despegó del Aeropuerto Internacional de Benina en su vuelo hacia el Aeropuerto Internacional de Túnez-Cartago, 15 minutos después del despegue y a una altitud de 15.000 pies (4572 metros), el avión chocó con un pájaro que rompió el cristal de la cabina. La aeronave regresó después del accidente al aeropuerto de Bengasi sin daños personales.[4]